# Kristus na stebru (Bramante)
Kristus na stebru je slika v olju na plošči, ki jo pripisujejo Donatu Bramanteju in je nastala ok. leta 1490 in jo hranijo v Pinakoteka Brera v Milanu.

## Zgodovina
Ploščo je naročila opatija Chiaravalle pri Milanu. To je edina znana ohranjena slika na plošči, ki jo pripisujejo Bramanteju. Pripis ni splošno sprejet. Nekateri učenjaki, kot je William Suida, menijo, da je slika bolj verjetno delo Bramantina.
Delo je bilo v muzeju od leta 1915, v hrambi opatije, kjer jo je nadomestila kopija. 15. januarja 2017 je po okvari ogrevalnega sistema slika skupaj s še štiridesetimi utrpela škodo zaradi nenadne spremembe temperature. Takoj so jo odnesli v muzejski laboratorij na restavriranje.

## Opis in slog
Delo prikazuje Kristusa, privezanega na steber (v tem primeru okrašen steber s klasično reliefno dekoracijo), preden ga bičajo. Posnetek zelo blizu prenese zelo močno čustvo, poudari že tako pretresljiv prizor in na splošno ustvari vzdušje močne psihološke napetosti. Še več, detajli, kot je vrv, ki visi s Kristusovega vratu, prispevajo k ustvarjanju tiste izjemne čustvene bojazni, ki veje iz celotne kompozicije. Postopek, s katerim je podana zamisel o obsežnem stebriščnem prostoru, je v praksi enak kot v arhitekturi lažnega kora Santa Maria v San Satiru: razširitev glavnih elementov onkraj meja slike in predlog razdalje med ospredjem in ozadjem.
Klasična modelacija Kristusovega telesa priča o vplivu urbinske kulture, iz katere je umetniško izhajal Bramante, drugi detajli pa kažejo na vpliv flamskega slikarstva, kot je dvojna osvetlitev (čelna, v tem primeru usmerjena od leve proti desni, in iz okna v ozadju), pogled, ki bledi v daljavo, in natančna pozornost do podrobnosti. V tem smislu izstopa študija o svetlobi, ki ustvarja nešteto barvnih odsevov, kot so rdečkasti in modri v Kristusovih laseh in bradi.
Nekatere podrobnosti se nanašajo na vpliv Leonarda da Vincija, kot je študija izraznega potenciala obraza, ali nekatere podrobnosti skrajnega realizma, kot je meso, napeto z vrvmi, ali prozorne solze.
Na okenski polici stoji zlata piksida, ki namiguje na evharistijo, ki razkriva pomen Kristusove daritve.